# Clássico Leopoldinense
Clássico Leopoldinense é o confronto entre Bonsucesso e Olaria, um clássico de futebol centenário da cidade do Rio de Janeiro.

## Introdução
As duas agremiações representam os seus bairros de Bonsucesso e Olaria, ambos localizados na Zona da Leopoldina no Rio de Janeiro, com a primeira partida tendo acontecido em 16 de fevereiro de 1916 no Campo do Olaria, vitória do Bonsucesso por 4 a 1 e disputado pelo Campeonato Carioca desde 15 de maio de 1932, na vitória do Bonsucesso por 1 a 0.
É considerado o clássico mais antigo do subúrbio do Rio de Janeiro e o de maior rivalidade para os dois clubes envolvidos nele.
Olaria e Bonsucesso são, historicamente, o nono e o décimo primeiro clubes mais bem colocados no Ranking de Pontos do Campeonato Carioca da Primeira Divisão, ambos fazendo parte do seleto grupo dos dez clubes que já disputaram mais de 1.000 jogos por essa competição. O Bonsucesso, com 7 títulos, é o maior vencedor do Campeonato Carioca da Segunda Divisão, enquanto o Olaria ostenta como a sua maior conquista o  Campeonato Brasileiro Série C de 1981.
O Clássico Leopoldinense faz parte da cultura dessa zona do Rio de Janeiro assim como o Cacique de Ramos, bloco de samba tradicional ou a Escola de Samba Imperatriz Leopoldinense, que também representam a sociedade local.

## História
- Dados fornecidos pelos pesquisadores Raymundo Quadros (principalmente) e Jorge Costa.[2][13]

- O primeiro clássico foi disputado em 16 de fevereiro de 1916, amistoso: Olaria 1 a 4 Bonsucesso.

- A primeira partida oficial foi válida pela Liga Suburbana de Futebol/Segunda Divisão, em 23 de junho de 1918: Bonsucesso 2 a 2 Olaria.

- A primeira partida pela Primeira Divisão Carioca foi em 15 de maio de 1932: Olaria 0 a 1 Bonsucesso.

- Amistosos pela inauguração do Campo da Avenida dos Democráticos: Bonsucesso 4 a 1 Olaria (3 de maio de 1927)  e Bonsucesso 3 a 0 Olaria (8 de agosto de 1937).

- "Tira-Teima" da Leopoldina:

1. 8 de agosto de 1937 - Bonsucesso 3 a 0 Olaria.
2. 15 de agosto de 1937 - Olaria 7 a 2 Bonsucesso.
3. 29 de agosto de 1937 - Olaria 3 a 0 Bonsucesso.

- Outros jogos históricos:

1. 5 de maio de 1918 (Bonsucesso 2 a 0 Olaria)
2. 22 de setembro de 1918 (Festival do Santiago F.C./Campo da Viúva Claúdio - Olaria 0 a 0 Bonsucesso)
3. 23 de novembro de 1919 (Festival do Vila Guarani F.C./Taça José Alves Rollo/Figueira de Melo - Bonsucesso 3 a 1 Olaria)
4. 1 de setembro de 1932 (partida comemorativa do aniversário de Gentil Cardoso - Bonsucesso 5 a 4 Olaria)
5. 13 de janeiro de 1952 (primeiro partida no Maracanã - Olaria 2 a 0 Bonsucesso).

## Estatísticas
- Jogos oficiais (1918-2009).[2]

- Campeonato Carioca 1ª Divisão: 70 jogos, com 28 vitórias do Olaria, 19 do Bonsucesso 19 e 23 empates.

- Campeonato Carioca 2ª Divisão: 20 jogos, com 8 vitórias do Bonsucesso, 7 do Olaria e 5 empates.(*)

- Liga Suburbana de Futebol: 2 jogos, com 2 empates.

- Copa Rio/Record: 7 jogos, com 3 vitórias do Olaria, 2 do Bonsucesso e 2 empates.

- Torneio Municipal)/Taça Guanabara (independente): 4 jogos, com 2 vitórias do Bonsucesso e 2 do Olaria.

- Torneios oficiais (Extra 1952, Início 1963, José Trócoli 1967, Integração [1975, 1976, 1977 e 1978], Abelard França 1975, Valdir Benevento 1976, Hilton Gosling 1977, Oduvaldo Cozzi 1979, Acesso 1980 e Seletiva 2006): 17 jogos, com 5 vitórias do Olaria, 4 do Bonsucesso e 8 empates.

(*) Em 3 de setembro de 2008 a partida Olaria 1 a 1 Bonsucesso foi interrompida, com o Olaria conquistando posteriormente os três pontos no TJD/RJ.